# 渡辺基綱
渡辺 基綱（わたなべ もとつな）は、江戸時代前期から中期にかけての大名。武蔵国野本藩3代・和泉国大庭寺藩/伯太藩の初代藩主。伯太藩渡辺家3代。

## 略歴
寛文5年（1665年）、尾張藩重臣・渡辺藤蔵長綱の子として誕生した。
延宝8年（1680年）、従兄にあたる渡辺方綱の婿養子となり家督を相続し、元禄11年（1698年）に大庭寺藩主となる。元禄14年（1701年）、大坂定番に任じられる。享保12年（1727年）4月18日、伯太に陣屋を移した（以後は伯太藩）。大坂定番在任中の享保13年（1728年）7月19日に死去した。享年64。跡を長男の登綱が継いだ。
性格は温厚で、領地に善政を布いていたことから、「善将」と称された名君である。